# 博揚·帕伊蒂奇
博揚·帕伊蒂奇（1970年5月2日—）是一位塞爾維亞政治家。他是佛伊弗迪納的政府主席。2014年5月，他開始擔任民主黨黨魁職務。他會說塞爾維亞語、匈牙利語和英語。